# Rondibilis grisescens
Rondibilis grisescens es una especie de escarabajo longicornio del género Rondibilis, tribu Acanthocinini, subfamilia Lamiinae. Fue descrita científicamente por Pic en 1936.

## Descripción
Mide 9 milímetros de longitud.

## Distribución
Se distribuye por China.